# Tossal del Meler

El Tossal del Meler, respecte del terme d'Abella de la Conca

El Tossal del Meler és una muntanya amb dos cims, de 1.241,1 i 1.241,4 metres d'altitud del terme municipal d'Abella de la Conca, a la comarca del Pallars Jussà.
Es troba a la part nord de la vall del barranc de la Vall, culminant la Costa del Meler, que és la major part de la riba esquerra del barranc de Caborriu. És al sud-oest de Casa Montsor i al nord del Tossal Forner.
El nom d'aquest tossal, i la costa propera del mateix nom, procedeix de l'activitat del que fou el seu parcer o propietari: meler, o recol·lector de mel.